# Meister der lübeckischen Triumphkruzifixe

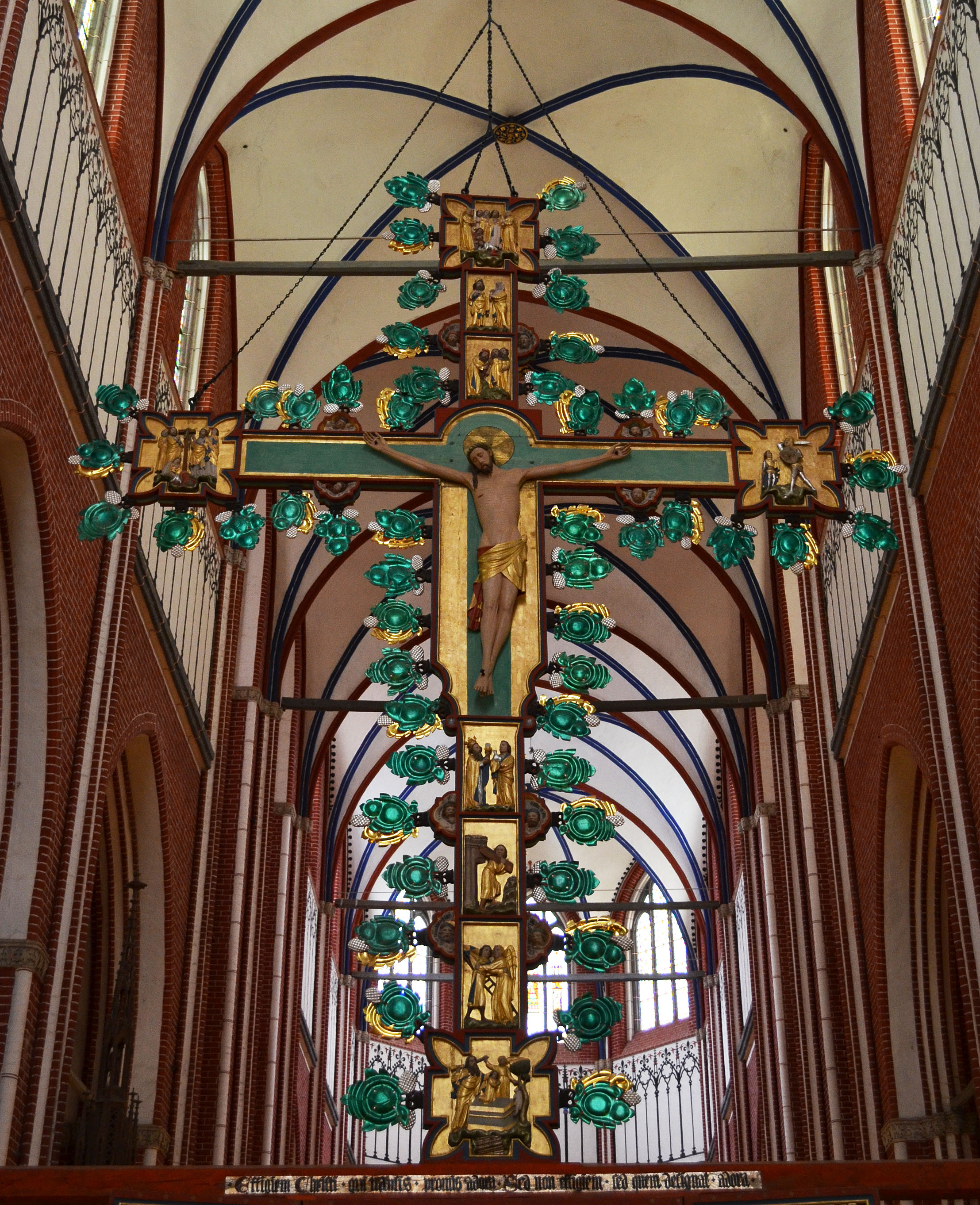
Christusseite des Kreuzaltars im Bad Doberaner Münster

Meister der lübeckischen Triumphkruzifixe ist der kunstgeschichtliche Notname eines namentlich nicht weiter bekannten Künstlers, dem für die Zeit der Spätgotik mehrere Triumphkruzifixe im Ostseeraum als Werk aus dessen Lübecker Werkstatt zugeordnet werden.
Der Kunsthistoriker Walter Paatz fasste Ende der 1920er Jahre ausgehend von seiner primären Befassung gerade mit der Herstellung von Gegenständen der Bildenden Kunst in der Hansestadt Lübeck als der mittelalterlichen Metropole des Ostseeraumes einige Triumphkreuze zu einer Gruppe zusammen und ordnete diese dem Künstler zu. Er vertrat die Auffassung, diese Triumphkreuze würden zu den besten Leistungen lübscher Kunst dieser Zeit zählen. Paatz rechnete zu dieser Gruppe von Werken die Kruzifixe aus
- der Katharinenkirche in Lübeck, datiert auf 1489,
- der Aegidienkirche in Lübeck, von ihm auf 1495/1500 datiert,
- dem Doberaner Münster,
- der Kirche  in Ekeby, Schweden, heute in der Ausstellung mittelalterlicher Kirchenkunst des Historischen Museums in Stockholm,
- der Kirche in Ed, Schweden.

Walter Paatz sah den Schmerzensmann in der Klosterkirche Vadstena (ca. 1454) als Frühwerk dieses Künstlers an. Diese Zusammenfassungen sind in der Kunstgeschichte kritisch aufgenommen und schon wegen der Unterschiedlichkeiten der beiden Arbeiten in den Lübecker Innenstadtkirchen abgelehnt worden. 
Der Meister gilt heute als Fiktion. Man geht eher von einer Gruppen von Bildschnitzern aus, die ab dem dritten Drittel des 15. Jahrhunderts häufig mit Hermen Rode zusammengearbeitet haben.